# Caso Slenderman

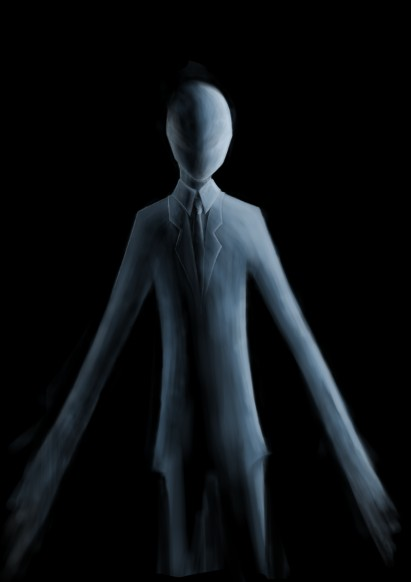
Representación artística del ficticio Slender Man.

El 31 de mayo de 2014, en Waukesha, ciudad del estado de Wisconsin (Estados Unidos), dos niñas de 12 años, Anissa Weier y Morgan Geyser, atrajeron a su amiga Payton Leutner a un bosque y la apuñalaron 19 veces en un intento de convertirse en apoderadas del personaje de ficción Slender Man. Leutner consiguió arrastrarse hasta una carretera cercana al lugar del incidente, siendo encontrada y llevada a un hospital, recuperándose tras seis días internada. Weier y Geyser fueron declaradas no culpables por enfermedad o defecto mental, siendo internadas en instituciones de salud mental con penas de 25 y 40 años, respectivamente.

## Slender Man
Slender Man es una entidad ficticia creada en junio de 2009 en los foros en línea de Something Awful para un concurso de imágenes paranormales con Photoshop. Los mitos de Slender Man fueron ampliados posteriormente por otras personas, que crearon varios fanfics y representaciones artísticas de la entidad.
Slender Man es un personaje alto y delgado, sin cara y una cabeza blancas sin rasgos. Se le representa con un traje negro y a veces se le muestra con tentáculos saliendo de su espalda. Según los mitos del Slender Man, la entidad puede causar amnesia, ataques de tos y comportamiento paranoico en los individuos. A menudo se le representa escondido en los bosques.

## Acontecimientos del ataque
El apuñalamiento tuvo lugar en David's Park, una zona recreativa ubicada en las afueras de Waukesha (Wisconsin), durante un juego de escondite el 31 de mayo de 2014. Los autores, Anissa Weier y Morgan Geyser, inmovilizaron a Payton Leutner y la apuñalaron diecinueve veces en los brazos, las piernas y el torso con una hoja de 13 cm de largo. Dos de las heridas se produjeron en órganos principales; una de ellas no alcanzó una arteria principal del corazón por menos de un milímetro, y otra le atravesó el diafragma, cortándole el hígado y el estómago. Weier y Geyser le dijeron a Leutner que buscarían ayuda, pero no la consiguieron al marcharse. Después, Leutner se arrastró hasta una carretera cercana, donde la encontró un ciclista.
Weier y Geyser fueron detenidas cerca de la carretera interestatal 94, en la tienda de muebles de Steinhafel, después de haber caminado casi 8 kilómetros. El cuchillo utilizado en el apuñalamiento estaba en una bolsa que llevaban. Mientras que Geyser no sintió empatía, Weier fue descrita como sintiéndose culpable por apuñalar a la víctima, pero sintió que el ataque era necesario para apaciguar a Slender Man.
Leutner abandonó el hospital siete días después del ataque y volvió a la escuela en septiembre de 2014.

## Proceso judicial y negociaciones
Tras la investigación, Geyser fue acusada de intento de homicidio en primer grado, un delito grave de clase A, y Weier fue acusada de intento de homicidio en segundo grado, un delito grave de clase B. Debido a la naturaleza de los delitos, tanto Weier como Geyser fueron eximidas del tribunal de menores para ser juzgadas como adultas.
En 2017, Weier se declaró culpable de ser parte de un intento de homicidio en segundo grado y un jurado la declaró "no culpable por enfermedad o defecto mental". Geyser aceptó una oferta de declaración según la cual no iría a juicio y sería evaluada por psiquiatras para determinar cuánto tiempo debería ser internada en un hospital psiquiátrico. Más tarde se declaró culpable, pero fue declarada no culpable por enfermedad o defecto mental, y se le diagnosticó esquizofrenia, enfermedad que también padecía su padre.
Weier fue condenada a una pena de 25 años a cadena perpetua, una sentencia indeterminada que implicaba al menos tres años de confinamiento bajo llave y tratamiento involuntario en un instituto psiquiátrico estatal, seguido de supervisión comunitaria hasta los 37 años. A Geyser se le impuso la pena máxima, de 40 años a cadena perpetua, una sentencia indeterminada que implica al menos tres años de confinamiento bajo llave, además de un tratamiento involuntario en un instituto psiquiátrico estatal hasta la completa resolución de los síntomas o hasta los 53 años, lo que ocurra primero; seguido de una supervisión comunitaria continuada, revaluaciones periódicas y/o reinserción y tratamiento adicional, según sea necesario, según la sentencia impuesta. Aunque Geyser tendrá periódicamente la oportunidad de solicitar su salida de un centro de salud mental en el futuro, permanecerá bajo atención institucional mientras dure la condena. Durante su juicio, Geyser había sido internada en el Instituto de Salud Mental de Winnebago y era la paciente más joven del lugar.
En una vista judicial celebrada el 10 de marzo de 2021, Weier, que para entonces tenía 19 años, presentó una carta al tribunal en la que afirmaba estar "arrepentida y profundamente apenada por la agonía, el dolor y el miedo que he causado", no sólo a Leutner sino también a "mi comunidad". Weier declaró que "odio mis acciones del 31 de mayo de 2014, pero a través de innumerables horas de terapia, ya no me odio por ellas". El 1 de julio de 2021, el juez del condado de Waukesha, Michael Bohren, ordenó que Weier fuera liberada del Instituto de Salud Mental de Winnebago, dando a los funcionarios estatales sesenta días para elaborar un plan de liberación condicional, y requirió que a Weier se le asignaran administradores de casos del Departamento de Servicios de Salud del estado para seguir su progreso hasta que tenga 37 años, la duración de su compromiso. El 13 de septiembre de 2021, Weier fue liberada con múltiples estipulaciones que incluían vigilancia por GPS las 24 horas, lo que le obligaba a no salir del condado de Waukesha sin permiso. También conllevó estar monitoreada y la prohibición de usar cualquier medio social de comunicación. Weier también tendrá que tomar medicamentos y será acompañada personalmente a las sesiones regulares de asesoramiento por un trabajador del caso. También se le exigirá que viva con su padre durante su libertad condicional.

## Apelación
En 2020, un tribunal de apelación rechazó la petición de Geyser de ser juzgada de nuevo como menor. Su abogado, Matthew Pinix, argumentó que debería haber sido acusada de intento de homicidio intencionado en segundo grado en lugar de en primer grado, y argumentó que Geyser hizo declaraciones a los investigadores antes de que se le leyeran sus derechos Miranda. Solicitó a la Corte Suprema de Wisconsin que revisara el fallo.

## Secuelas
Tras el apuñalamiento, la Wiki de Creepypasta fue bloqueada en todo el distrito escolar de Waukesha. El martes siguiente al apuñalamiento, el creador de Slender Man, Eric Knudsen, dijo: "Estoy profundamente entristecido por la tragedia en Wisconsin y mi corazón está con las familias de los afectados por este terrible acto". Sloshedtrain, el administrador de la Wiki de Creepypasta, dijo que el apuñalamiento era un incidente aislado que no representaba fielmente a la comunidad de creepypasta. También afirmó que el sitio web era un espacio literario y que no aprobaban el asesinato ni los rituales satánicos.
Los miembros de la comunidad realizaron una transmisión en vivo de 24 horas en YouTube el 13 y 14 de junio de 2014, para recaudar dinero para la víctima del apuñalamiento. Joe Jozwowski, administrador de un sitio web de creepypasta, dijo que el propósito de la transmisión era mostrar que los miembros de la comunidad se preocupaban por la víctima y no aprobaban la violencia en el mundo real porque disfrutaban de la ficción que contiene violencia.
El 12 de agosto, el gobernador del estado Scott Walker emitió una proclamación en la que declaraba el miércoles 13 de agosto de 2014 "Día de los Corazones Púrpuras para la Curación" y animaba a los habitantes de Wisconsin a vestirse de púrpura ese día para honrar a la víctima del apuñalamiento. También elogió la "fuerza y la determinación" mostradas por Leutner durante su recuperación. La ciudad de Madison (Wisconsin) celebró un festival de bratwurst de un día de duración para honrar a Leutner el 29 de agosto, varios días antes de que la víctima volviera a la escuela. Se vendieron perritos calientes y salchichas para recaudar dinero para los gastos médicos de la víctima. El evento contó con más de 250 voluntarios y recaudó más de 70 000 dólares para Leutner.

### Debate sobre el efecto de Internet en los niños
El apuñalamiento dio lugar a un amplio debate sobre el papel de Internet en la sociedad y su efecto en los niños. Russell Jack, jefe de la policía de Waukesha, dijo que el apuñalamiento "debería ser una llamada de atención para todos los padres", y añadió que Internet "está lleno de información y de sitios maravillosos que enseñan y entretienen", pero que "también puede estar lleno de cosas oscuras y perversas". John Egelhof, agente jubilado de la Oficina Federal de Investigación, afirmó que Internet se había convertido en un "agujero negro" con capacidad para exponer a los niños a un mundo más siniestro. Egelhof sugirió que la mejor manera de evitar futuros incidentes era que los padres vigilaran los hábitos en línea de sus hijos y los educaran en las diferencias entre el bien y el mal. Shira Chess, profesora adjunta de artes de los medios de comunicación en la Universidad de Georgia, afirmó que los creepypasta no eran más peligrosos que las historias sobre vampiros o zombis. Sostuvo que los sitios web de creepypasta eran beneficiosos, y que daban a la gente la oportunidad de convertirse en mejores escritores.

### Medios de comunicación
Un documental sobre el incidente llamado Beware the Slenderman fue lanzado por HBO Films en marzo de 2016, y fue transmitido por HBO el 23 de enero de 2017.
Un episodio de la temporada 16 de Ley y Orden: Unidad de Víctimas Especiales, titulado "Glasgowman's Wrath", está vagamente basado en el suceso.
El episodio de Mentes criminales "The Tall Man" (14x5, emitido el 31 de octubre de 2018) también se inspiró en esta historia.
El 14 de octubre de 2018 se emitió en Lifetime una película inspirada en el apuñalamiento del Slender Man, llamada Terror in the Woods. La película está protagonizada por Ella West Jerrier, Sophia Grace McCarthy, Skylar Morgan Jones, Angela Kinsey, Drew Powell y Carrie Hood. Christina Ricci fue productora ejecutiva de la película.
El 31 de marzo de 2019 se estrenó en Netflix, sin anuncio previo, otra película inspirada en el apuñalamiento, titulada Mercy Black, protagonizada por Daniela Pineda. Dirigida por Owen Egerton y producida principalmente por Blumhouse Productions, cuenta la historia de dos chicas con preesquizofrenia que intentan asesinar a su amiga, creyendo que un espíritu llamado Mercy Black les ofrecerá un regalo a cambio. Más tarde, la protagonista es liberada de los cuidados psiquiátricos, y tiene que lidiar con las consecuencias realistas y paranormales de sus acciones.
El 24 de octubre de 2019, más de cinco años después del apuñalamiento, Leutner, que entonces tenía 17 años, habló por primera vez con el programa 20/20 de la cadena ABC sobre su experiencia. Habló de sus cicatrices, diciendo: "No pienso mucho en ellas. Probablemente desaparecerán y se desvanecerán con el tiempo". Contó a los entrevistadores que conoció a sus agresoras en cuarto grado. Cuando se le preguntó qué diría si volviera a ver a Geyser, Leutner añadió que le "daría las gracias" porque el ataque la inspiró a seguir una carrera de Medicina.
En septiembre de 2021, a raíz de la liberación de Weier, se reveló que Leutner se había mudado del condado de Waukesha y comenzó a asistir a una universidad no revelada como estudiante de segundo año.